# Ophrys
Ophrys és un gènere de plantes amb flor de la família de les orquídies (Orchidaceae). Tenen la particularitat que llur inflorescència és semblant al cos d'un himenòpter com a ajuda a la pol·linització per entomofília. Per això, als Països Catalans es coneixen sovint amb el nom de borinot, abellera, mosca, mosca d'ase, mosquera, aranya, sabateta de la Mare de Déu o sabateta del nen Jesús.

## Taxonomia
S'han descrit una quarantena d'espècies. El gènere ha estat dividit en diverses seccions i subseccions: 
- Ophrys secc. Apiferae Quentin

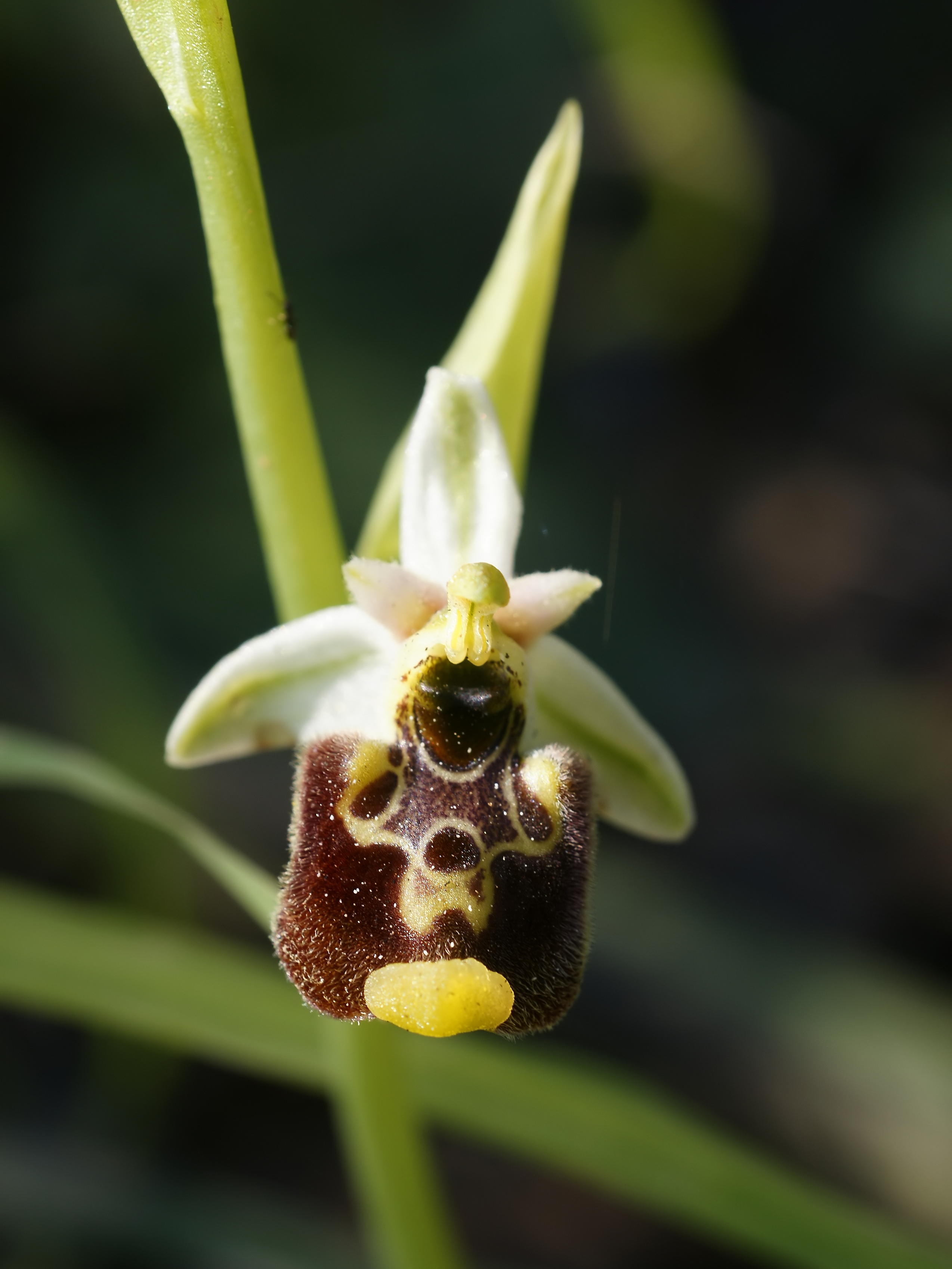
Ophrys annae

- Ophrys secc. Argolicae Verm. ex Quentin 
  - Ophrys subsecc. Atticae Quentin
- Ophrys secc. Bertoloniorum Quentin
- Ophrys secc. Mammosae Quentin
- Ophrys secc. Reinholdiae Quentin
- Ophrys secc. Tenthrediniferae Quentin
- Ophrys secc. Umbilicatae Quentin
- Ophrys aegirtica
- Ophrys alasiatica (Xipre).
- Ophrys amanensis (E.Nelson ex Renz & Taubenheim) P. Delforge 
  - Ophrys amanensis subsp. antalyensis (Kreutz & Seckel) Kreutz
  - Ophrys amanensis subsp. iceliensis (Kreutz) Kreutz
- Ophrys annae
- Ophrys antiochiana (Turquia).
- Ophrys apifera Huds. - abellera (Europa, Medit. Fins al Caucas).
  - Ophrys apifera var. apifera -
  - Ophrys apifera var. aurita
  - Ophrys apifera var. basiliensis
  - Ophrys apifera var. botteroni
  - Ophrys apifera var. bicolor
  - Ophrys apifera var. curviflora A.Soulié 2004 (França)
  - Ophrys apifera var. friburgensis
  - Ophrys apifera var. immaculata
  - Ophrys apifera var. trollii
- Ophrys arachnitiformis Gren. & Philippi, (Europa, Àsia menor, Síria)
  - Ophrys arachnitiformis subsp. archipelagi (Gölz & H.R.Reinhard) Kreutz
  - Ophrys arachnitiformis subsp. cilentana (Devillers-Tersch. & Devillers) Kreutz

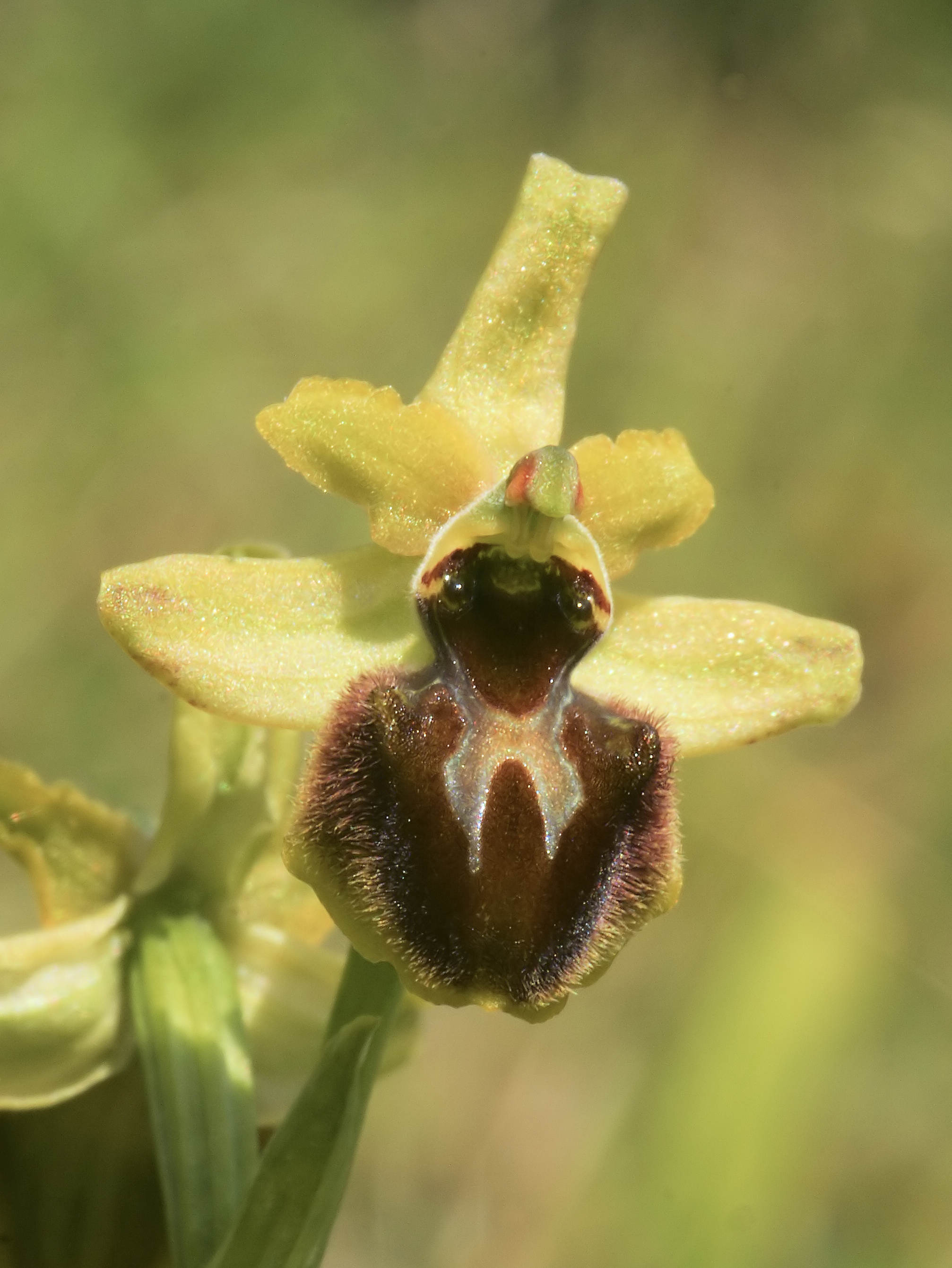
Ophrys araneola

- Ophrys araneola Rchb. (Europa, Àsia menor)
  - Ophrys araneola subsp. argentaria (Devillers-Tersch. & Devillers) Kreutz
  - Ophrys araneola subsp. Cretansis (H.Baumann & Künkele) Kreutz
  - Ophrys araneola subsp. illyrica (S.Hertel & K.Hertel) Kreutz
  - Ophrys araneola subsp. quadriloba (Rchb.f.) Kreutz
  - Ophrys araneola subsp. tommasinii (Vis.) Kreutz
  - Ophrys araneola subsp. virescens (Philippe ex Gren.) Kreutz
- Ophrys aranifera Huds.
  - Ophrys aranifera var. quadriloba Rchb.f.
  - Ophrys aranifera [beta]. virescens Gren
- Ophrys argentoriensis
- Ophrys argolica H.Fleischm. ex Vierh. (Grècia i Turquia).
  - Ophrys argolica subsp. biscutella (O.Danesch & E.Danesch) Kreutz
  - Ophrys argolica subsp. icariensis (M.Hirth & H.Spaeth) Kreutz
  - Ophrys argolica subsp. morisii (Martelli) Kreutz
  - Ophrys argolica subsp. pollinensis (O.Danesch & E.Danesch) Kreutz
- Ophrys akhdarensis (B.Baumann & H.Baumann) P. Delforge
- Ophrys atlantica (Espanya meridional, Sicília, Magreb).
  - Ophrys atlantica subsp. atlantica (Espanya meridional, Magreb). geòfita
  - Ophrys atlantica subsp. hayekii (Sicília, Tunísia). geòfita
- Ophrys attaviria D.Rückbr., U.Rückbr., Wenker & S. Wenker 
  - Ophrys attaviria subsp. cesmeensis - ara sinònim de Ophrys cesmeensis (Kreutz) P. Delforge 2004

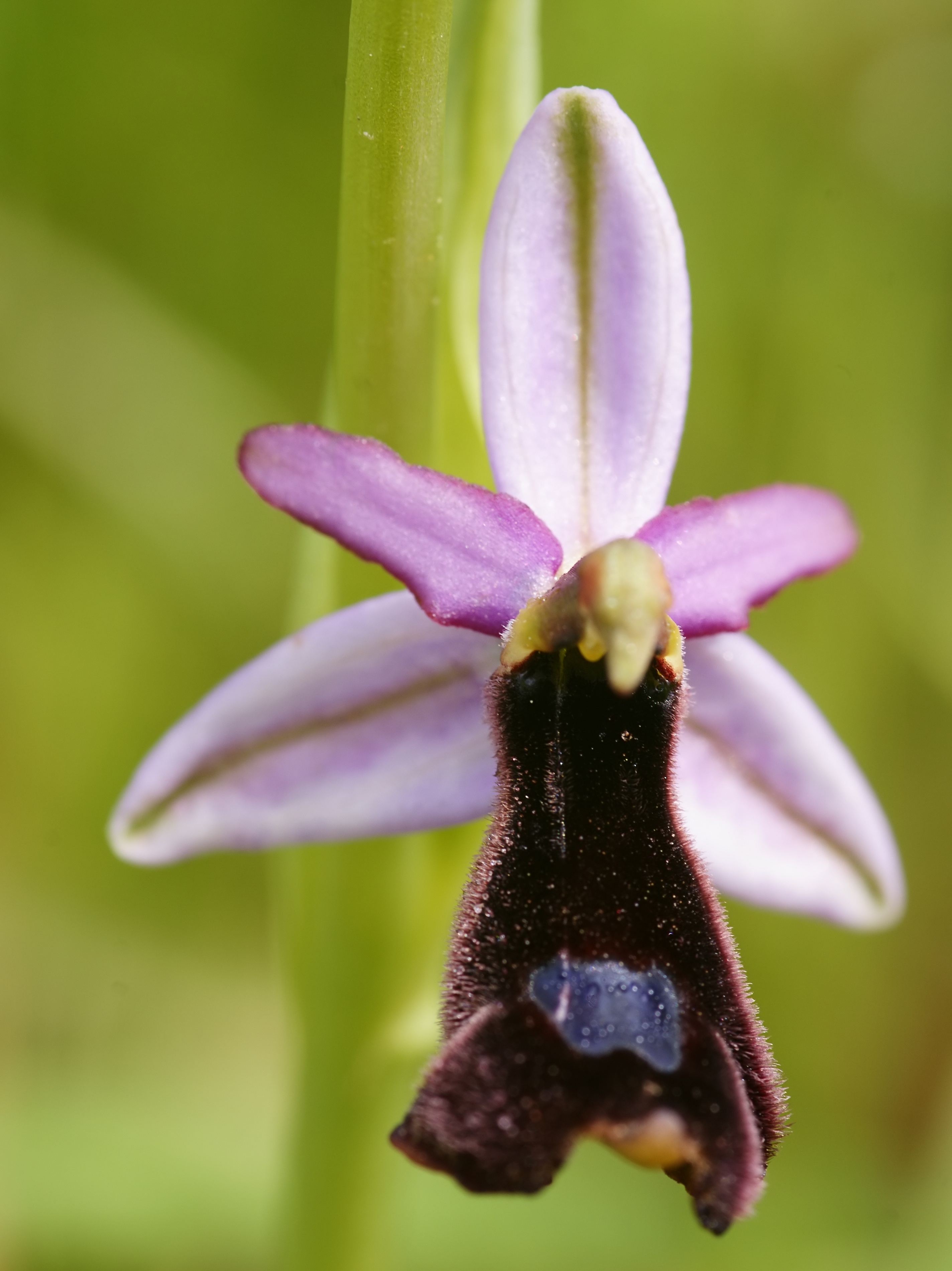
Borinot (Ophrys balearica)

- Ophrys aurelia - ara sinònim de Ophrys bertolonii subsp. aurelia (P.Delforge, Devillers-Tersch. & Devillers) Kreutz
- Ophrys ausonia Devillers, Devillers-Tersch. & P. Delforge (Itàlia)
- Ophrys aveyronensis (J.J.Wood) H. Baumann & Künkele
- Ophrys aymoninii
- Ophrys bertolonii Moretti - o abellera banyuda (Medit. Occidental i central) 
  - Ophrys bertolonii subsp. aurelia (P.Delforge, Devillers-Tersch. & Devillers) Kreutz
  - Ophrys bertolonii subsp. balearica - borinot (planta) (Balears).
  - Ophrys bertolonii subsp. bertolonii (Medit. Occidental i central)
  - Ophrys bertolonii Moretti subsp. Ophrys catalaunica (O. et E. Danesch) O. Bolòs et Vigo - abellera catalana
  - Ophrys bertolonii subsp. drumana (P.Delforge) Kreutz
- Ophrys bilunulata (ara sinònim de Ophrys fusca subsp. bilunulata (Risso) Aldasoro & L.Sáez 2005)
- Ophrys bornmuelleri Schulze 
  - Ophrys bornmuelleri var. ziyaretiana (Kreutz & Ruedi Peter) P. Delforge
  - Ophrys bornmuelleri subsp. ziyaretiana (Kreutz & Ruedi Peter) Kreutz
- Ophrys bombyliflora - abellera petita (Illes Canaries, Medit.)
- Ophrys calypsus M. Hirth & H. Spaeth - ara sinònim de Ophrys heldreichii subsp. calypsus (M.Hirth & H.Spaeth) Kreutz 2004
  - Ophrys calypsus var. pseudoapulica (P.Delforge) P. Delforge
  - Ophrys calypsus var. scolopaxoides (P.Delforge) P. Delforge
- Ophrys candica (E.Nelson ex Soó) H. Baumann & Künkele 
  - Ophrys candica subsp. calliantha (Bartolo & Pulv.) Kreutz
  - Ophrys candica subsp. lacaena (P.Delforge) Kreutz
  - Ophrys candica subsp. lyciensis (H.F.Paulus, Gügel, D.Rückbr. & U.Rückbr.) Kreutz
- Ophrys catalaunica
- Ophrys cerastes Devillers & Devillers-Tersch (Grècia)

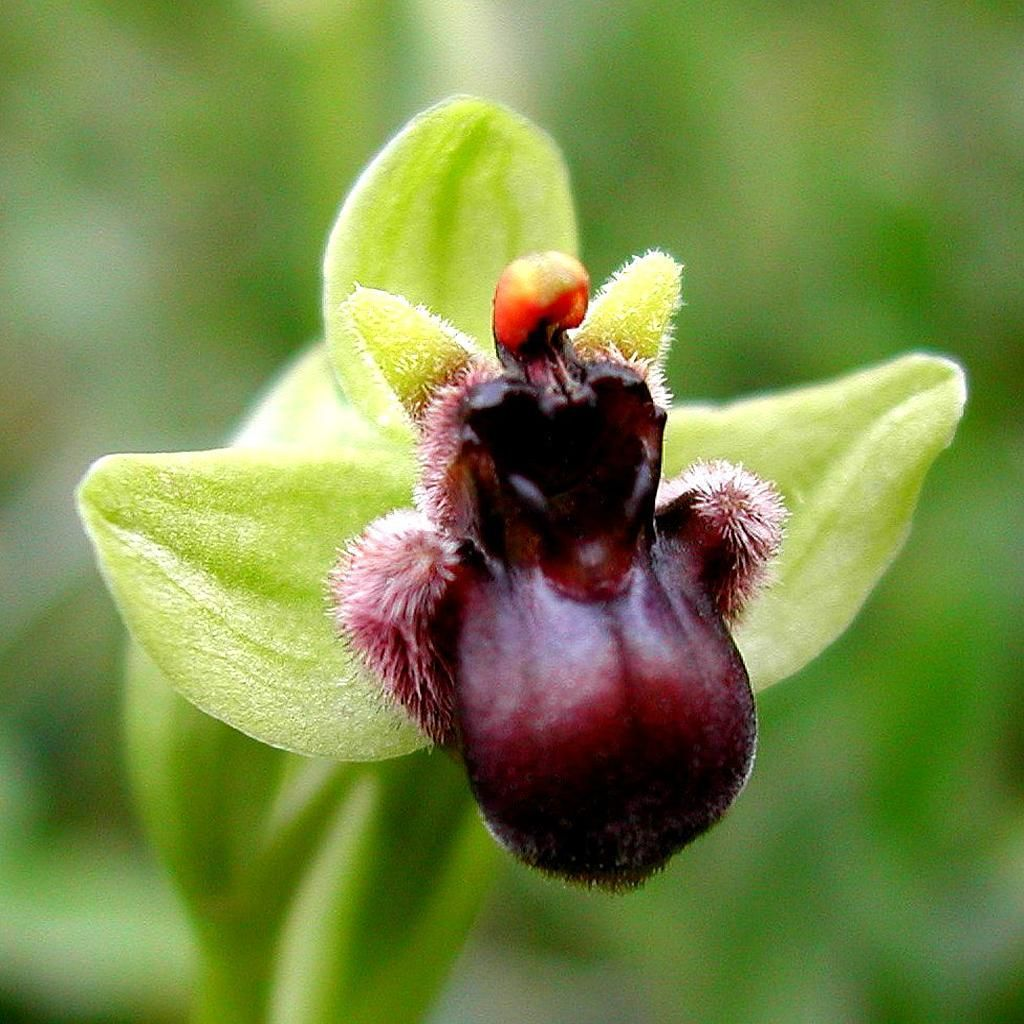
Ophrys bombyliflora

- - Ophrys cerastes var. minuscula (G.Thiele & W.Thiele) Devillers & Devillers-Tersch
- Ophrys cesmeensis (Kreutz) P. Delforge
- Ophrys ceto Devillers, Devillers-Tersch. & P. Delforge (Grècia)
- Ophrys ciliata Biv.
  - Ophrys ciliata subsp. lusitanica
  - Ophrys ciliata var. orientalis (Paulus) Kreutz
  - Ophrys ciliata subsp. regis-ferdinandii
- Ophrys cilicica (Turquia, Síria, Iran).
- Ophrys conradiae
- Ophrys cornuta Stev. ex M.Bieb.
  - Ophrys cornuta f. crassicornis Renz - ara sinònim de Ophrys crassicornis (Renz) Devillers-Tersch. & Devillers
- Ophrys cornutula (East Aegean Is.) - ara sinònim de Ophrys oestrifera subsp. cornutula (Paulus) Kreutz 2004
- Ophrys crabronifera (Itàlia, Croàcia).
- Ophrys crassicornis (Renz) Devillers-Tersch. & Devillers
- Ophrys cretica (S. Grècia, S. Aegean Is.)
- Ophrys dianica (Espanya).
- Ophrys dodekanensis (Illes de l'Egeu) - ara sinònim de Ophrys oestrifera subsp. dodekanensis (H.Kretzschmar & Kreutz) Kreutz 2004
- Ophrys drumana - ara sinònim de Ophrys bertolonii subsp. drumana (P.Delforge) Kreutz
- Ophrys eptapigiensis (Illes de l'Egeu)
- Ophrys eleonorae - ara sinònim de Ophrys iricolor subsp. eleonorae (Devillers-Tersch. & Devillers) Kreutz 2004
- Ophrys exaltata (Catalunya fins a Itàlia).
  - Ophrys exaltata subsp. tyrrhena (Itàlia).
- Ophrys ferrum-equinum - abellera de ferradura (Albania fins a Turquia).
  - Ophrys ferrum-equinum var. anafiensis (Grècia).
  - Ophrys ferrum-equinum var. ferrum-equinum (Albania fins a Turquia).
  - Ophrys ferrum-equinum var. gottfriediana (Grècia).
  - Ophrys ferrum-equinum var. minor (Grècia)
- Ophrys flavomarginata (Xipre, Síria, Israel).
- Ophrys fleischmannii (Medit. oriental)
- Ophrys forestieri
- Ophrys fusca - abellera bruna (Medit.) 
  - Ophrys fusca ssp. bilunulata (Risso) Aldasoro & L.Sáez (2005)
  - Ophrys fusca ssp. blitopertha (Illes de l'Egeu, Turquia)

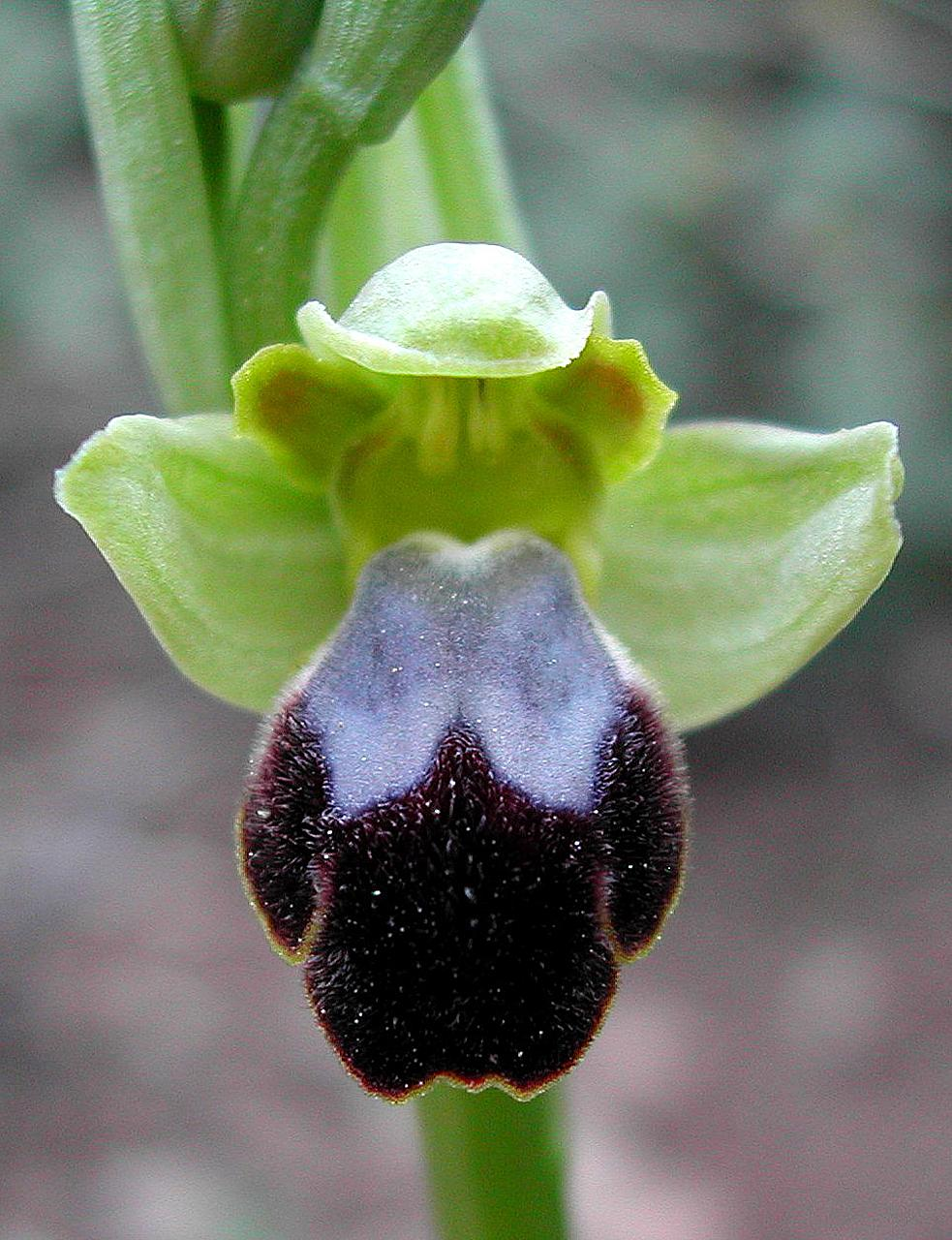
Ophrys fusca

- - Ophrys fusca ssp. cinereophila (Sud de Grècia i nord de Síria).
  - Ophrys fusca ssp. funerea
  - Ophrys fusca ssp. fusca (Medit.)
  - Ophrys fusca ssp. minima (França)
  - Ophrys fusca ssp. vasconica (Europa del sud-oest).
- Ophrys gackiae P. Delforge (Sicília)
- Ophrys garganica E. Nelson ex O. Danesch & E. Danesch - ara sinònim de Ophrys passionis var. garganica (E.Nelson ex O. Danesch & E.Danesch) P. Delforge
  - Ophrys garganica subsp. majellensis (Helga Daiss & Herm.Daiss) Kreutz
  - Ophrys garganica subsp. sipontensis (R.Lorenz & Gembardt) Kreutz
- Ophrys halia (Illes de l'Egeu)
- Ophrys hebes (Kalopissis) E. Willing & B. Willing 
  - Ophrys hebes var. negadensis (G.Thiele & W.Thiele) Kreutz
- Ophrys heldreichii Schltr.
  - Ophrys heldreichii subsp. calypsus (M.Hirth & H.Spaeth) Kreutz
  - Ophrys heldreichii subsp. pharia (Devillers & Devillers-Tersch.) Kreutz
  - Ophrys heldreichii subsp. pseudoapulica (P. Delforge) Kreutz
- Ophrys helios (Creta) - ara sinònim de Ophrys holosericea subsp. helios (Kreutz) Kreutz
- Ophrys herae M. Hirth & H. Spaeth 
  - Ophrys herae subsp. janrenzii (M.Hirth) M. Hirth 2005

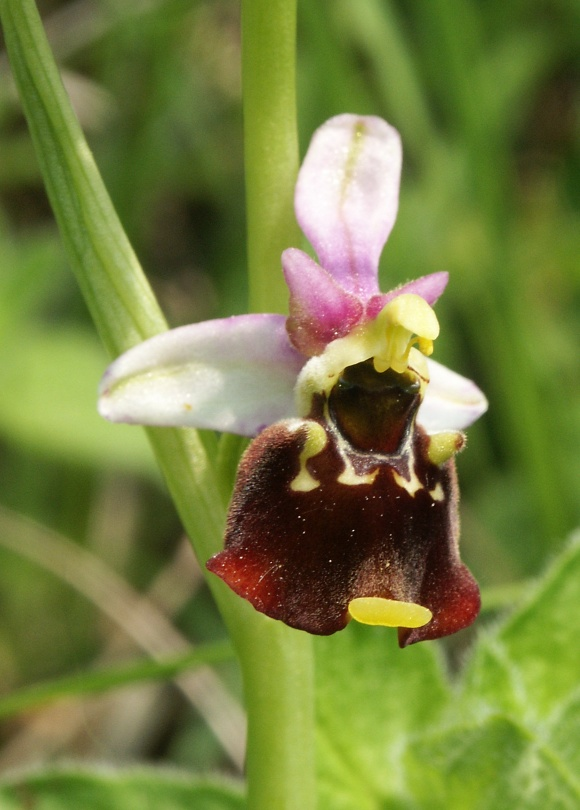
Ophrys holosericea

- Ophrys holoserica (Burm.f.) Greuter (syn. Ophrys fuciflora) - aranyosa (Europa central i occidental fins al Medit.) 
  - Ophrys holosericea subsp. aeoli (P. Delforge) Kreutz
  - Ophrys holosericea subsp. aramaeorum (P. Delforge) Kreutz
  - Ophrys holoserica ssp. biancae (Sicília).
  - Ophrys holoserica ssp. bornmuelleri (Medit. oriental fins a l'Iraq).
  - Ophrys holoserica ssp. candica (Itàlia fins a Turquia).
  - Ophrys holoserica ssp. chestermanii (Sardenya).
  - Ophrys holosericea subsp. dinarica (Kranjcev & P. Delforge) Kreutz
  - Ophrys holoserica ssp. elatior (França fins al sud d'Alemanya).
  - Ophrys holosericea subsp. episcopalis (Poir.) Kreutz
  - Ophrys holosericea subsp. gresivaudanica (O.Gerbaud) Kreutz
  - Ophrys holosericea subsp. halia (Paulus) Kreutz
  - Ophrys holoserica nothosubsp. halicarnassia (Turquia).
  - Ophrys holosericea subsp. helios (Kreutz) Kreutz
  - Ophrys holoserica ssp. holoserica (Europa occidental fins al Medit.)
  - Ophrys holosericea subsp. holubyana (András.) Kreutz
  - Ophrys holosericea subsp. homeri (M.Hirth & H.Spaeth) Kreutz
  - Ophrys holoserica ssp. lacaitae (Sicilia i Itàlia merid.).
  - Ophrys holosericea subsp. linearis (Moggr.) Kreutz
  - Ophrys holosericea subsp. lorenae (E. De Martino & Centur.) Kreutz
  - Ophrys holoserica ssp. maxima (Creta, Turquia, Israel).
  - Ophrys holoserica ssp. oxyrrhynchos (Sardenya, Sicilia, Itàlia).
  - Ophrys holosericea (subsp. posidonia (P.Delforge) Kreutz
  - Ophrys holosericea subsp. serotina (Rolli ex Paulus) Kreutz
  - Ophrys holosericea subsp. tetraloniae (W.P.Teschner) Kreutz
  - Ophrys holosericea subsp. untchjii (M.Schulze) Kreutz
- Ophrys iceliensis (Turquia) - ara sinònim de Ophrys amanensis subsp. iceliensis (Kreutz) Kreutz 2004
- Ophrys illyrica (Croàcia) - ara sinònim de Ophrys araneola subsp. illyrica (S.Hertel

& K.Hertel) Kreutz 2004
- Ophrys incantata Devillers & Devillers-Tersch (Croàcia)
- Ophrys incubacea - aranyosa fosca Bianca ex Tod. (S. Europa).
  - Ophrys incubacea subsp. brutia (P.Delforge) Kreutz
  - Ophrys incubacea subsp. castri-caesaris Looken (2005) (França)
  - Ophrys incubacea subsp. garganica
- Ophrys insectifera - abellera mosquera (Europa).
  - Ophrys insectifera subsp. insectifera (Europa).
  - Ophrys insectifera f. luteomarginata L. Lewis 2006 (Anglaterra)

- Ophrys iricolor Desf. (Medit.) 

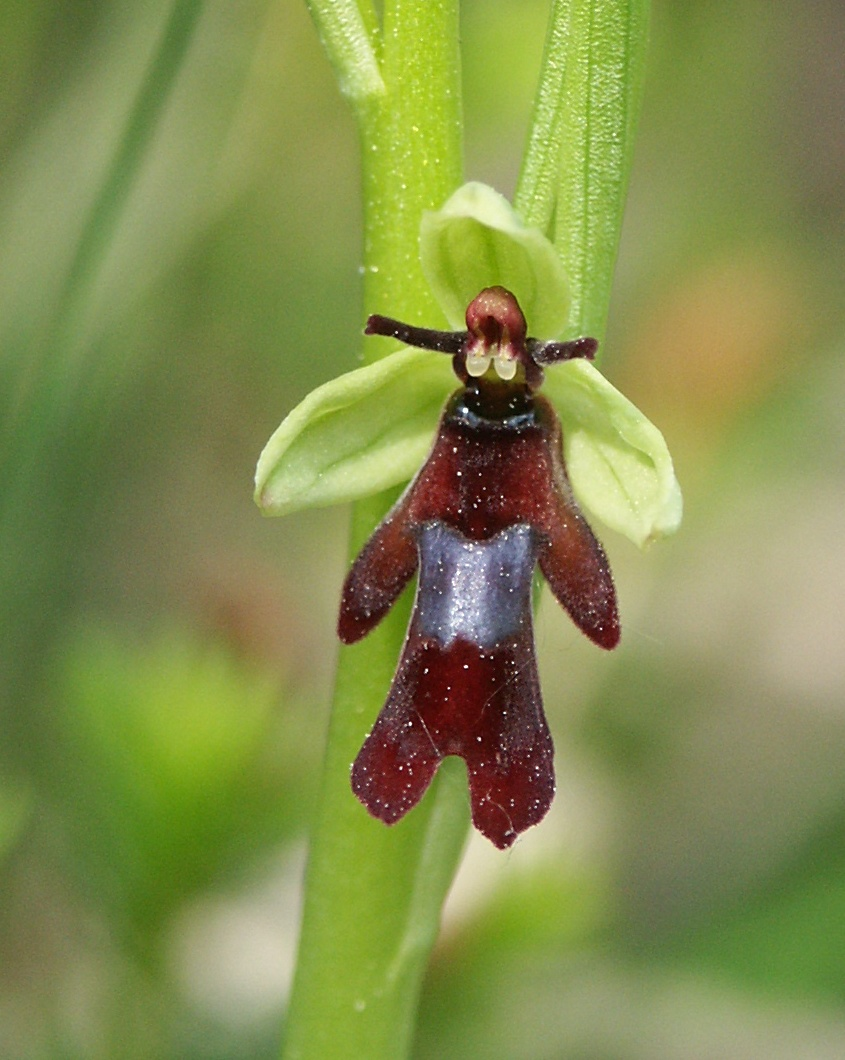
Ophrys insectifera

  - Ophrys iricolor subsp. astypalaeica (P.Delforge) Kreutz
  - Ophrys iricolor subsp. eleonorae (Devillers-Tersch. & Devillers) Kreutz
  - Ophrys iricolor subsp. iricolor (E. Medit.)
  - Ophrys iricolor subsp. lojaconoi (P.Delforge) Kreutz
  - Ophrys iricolor subsp. maxima (Còrsega, Sardenya, Tunísia) T
  - Ophrys iricolor subsp. mesaritica (Paulus, C. Alibertis & A.Alibertis) Kreutz
- Ophrys isaura (S. Turquia).
- Ophrys israelitica (Illes de l'Egeu fins a Jordània).
- Ophrys kopetdagensis (Turkmenistan).
- Ophrys kotschyi (Xipre).
- Ophrys kojurensis Gölz 2006 (Iran)
- Ophrys lacaena P. Delforge (Grècia)
- Ophrys latakiana (Síria) - ara sinònim de Ophrys oestrifera subsp. latakiana (M.Schönfelder & H.Schönfelder) Kreutz 2004
- Ophrys laurensis Geniez & Melki - ara sinònim de Ophrys lutea subsp. laurensis (Geniez & Melki) Kreutz 2004
- Ophrys liburnica Devillers & Devillers-Tersch (Croàcia)
- Ophrys lindia (Illes de l'Egeu oriental)
- Ophrys lunulata (Sicilia i Sud d'Itàlia).
- Ophrys lupercalis
- Ophrys lutea Cav. - abellera groga (Medit.)
  - Ophrys lutea subsp. archimedea (P.Delforge & M.Walravens) Kreutz
  - Ophrys lutea subsp. battandieri (E.G.Camus) Kreutz
  - Ophrys lutea subsp. laurensis (Geniez & Melki) Kreutz
  - Ophrys lutea ssp. lutea (Medit. Occidental i central)
  - Ophrys lutea subsp. numida (Devillers-Tersch. & Devillers) Kreutz
  - Ophrys lutea ssp. pseudospeculum (Medit.)

- Ophrys lycia (Turquia)

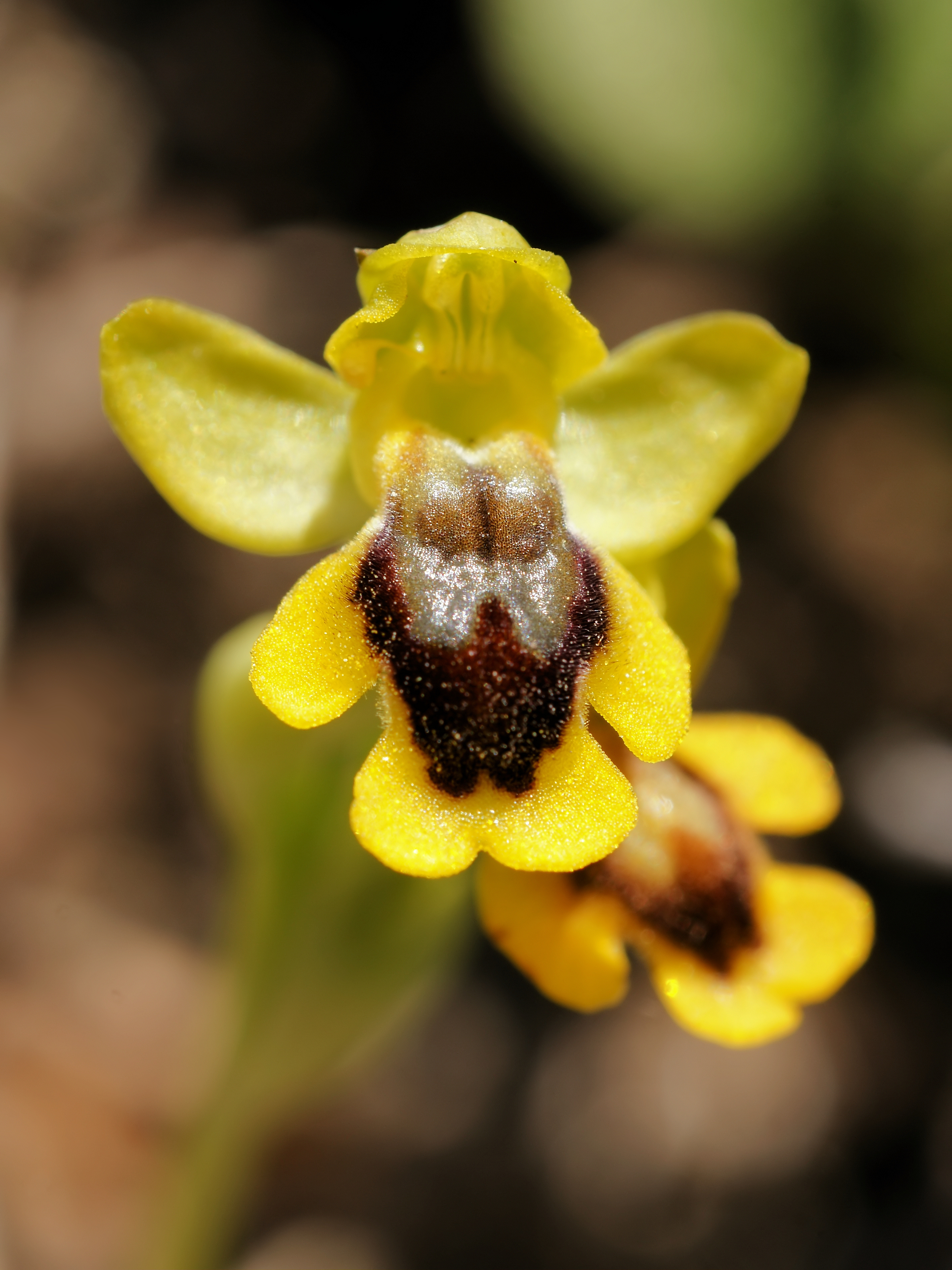
Ophrys lutea

- Ophrys lyciensis (Turquia) - ara sinònim de Ophrys candica subsp. lyciensis (H.F.Paulus, Gügel, D.Rückbr. & U.Rückbr.) Kreutz 2004
- Ophrys magniflora
- Ophrys mammosa Desf. - abellera mamelluda (Europa oriental fins a Turkmenistan).
  - Ophrys mammosa subsp. leucophthalma (Devillers-Tersch. & Devillers) Kreutz
  - Ophrys mammosa subsp. macedonica (H.Fleischm. ex Soó) Kreutz
- Ophrys marmorata
- Ophrys maxima (Creta).
- Ophrys medea Devillers & Devillers-Tersch (Croàcia)
- Ophrys morio Paulus & Kreutz (Xipre) - ara sinònim de Ophrys transhyrcana subsp. morio (Paulus & Kreutz) Kreutz 2004
- Ophrys morisii (Martelli) G. Keller & Soó (Còrsega, Sardenya).
- Ophrys negadensis (Grècia) - ara sinònim de Ophrys hebes var. negadensis (G.Thiele & W.Thiele) Kreutz 2004
- Ophrys oestrifera M.Bieb.
  - Ophrys oestrifera subsp. akcakarae Kreutz 2006 (Turquia)
  - Ophrys oestrifera subsp. bicornis (Sadler) Kreutz
  - Ophrys oestrifera subsp. cornutula (Paulus) Kreutz
  - Ophrys oestrifera subsp. dodekanensis (H.Kretzschmar & Kreutz) Kreutz
  - Ophrys oestrifera subsp. hygrophila (Gügel, Kreutz
  - Ophrys oestrifera subsp. karadenizensis (M. Schönfelder & H. Schönfelder) Kreutz
  - Ophrys oestrifera subsp. latakiana (M. Schönfelder & H.Schönfelder) Kreutz
  - Ophrys oestrifera subsp. leptomera (P. Delforge) Kreutz
  - Ophrys oestrifera subsp. minutula (Gölz & H.R. Reinhard) Kreutz
  - Ophrys oestrifera subsp. rhodostephane (Devillers & Devillers-Tersch.) Kreutz
  - Ophrys oestrifera subsp. schlechteriana (Soó) Kreutz
  - Ophrys oestrifera subsp. zinsmeisteri (A.Fuchs) Kreutz
- Ophrys omegaifera H.Fleischm. (Medit.) 
  - Ophrys omegaifera subsp. algarvensis (D. Tyteca, Benito & M. Walravens) Kreutz
  - Ophrys omegaifera ssp. dyris (Sud de la península Ibèrica, Balears, Marroc).
  - Ophrys omegaifera subsp. hayekii (H.Fleischm. & Soó) Kreutz
  - Ophrys omegaifera ssp. omegaifera (C. & E. Medit.)
  - Ophrys omegaifera subsp. sitiaca (Paulus, C. Alibertis & A. Alibertis) Kreutz
  - Ophrys omegaifera subsp. vasconica (O.Danesch & E.Danesch) Kreutz

- Ophrys ortuabis (Sardenya).
- Ophrys oxyrrhynchos Tod

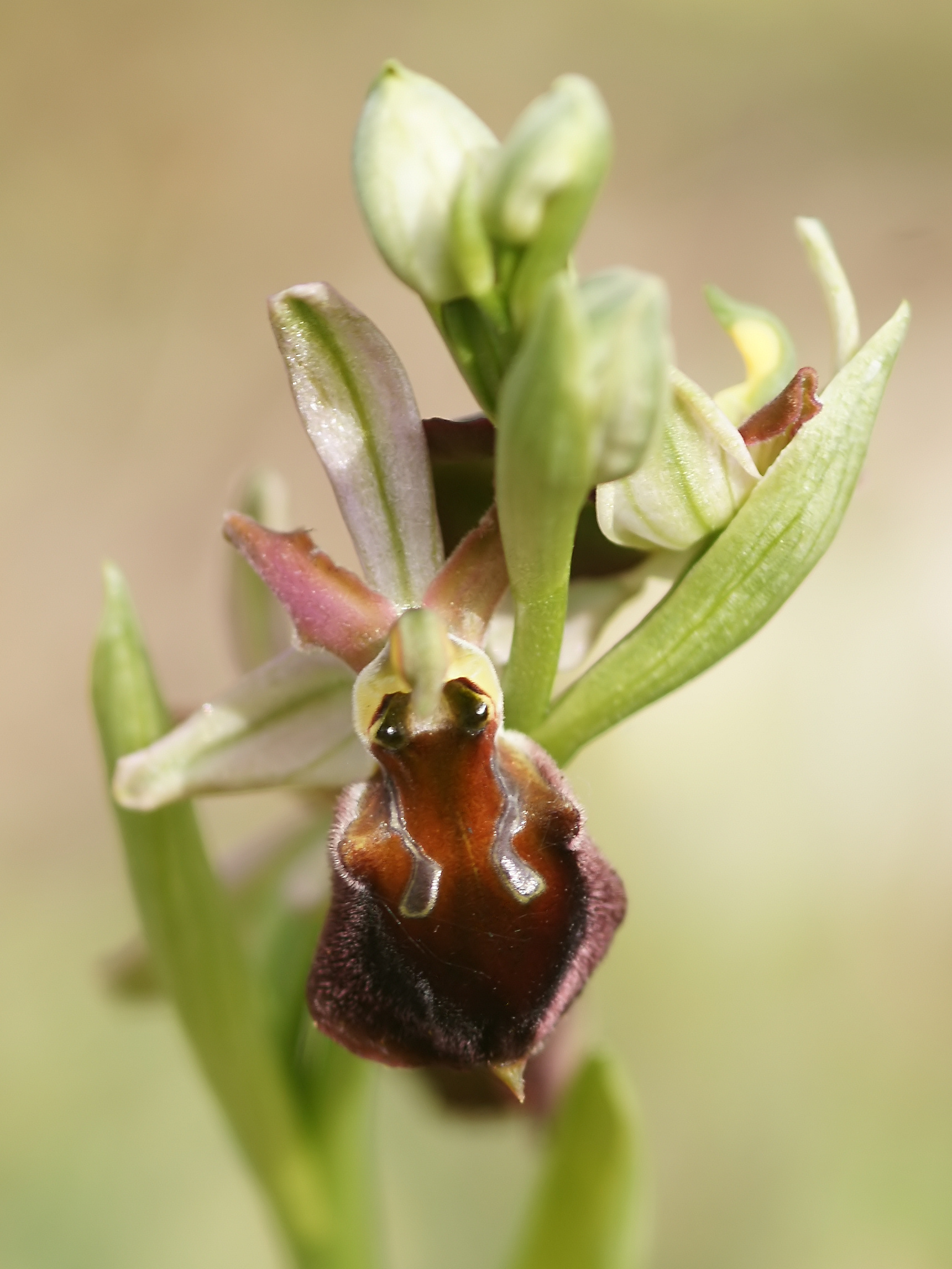
Ophrys morisii

  - Ophrys oxyrrhynchossubsp. biancae
  - Ophrys oxyrrhynchossubsp. calliantha
- Ophrys pallida (Sicília, Malta, Algèria, Tunísia).
- Ophrys panattensis (Sardenya). Probablement un híbrid entre O. argolica i O. lunulata
- Ophrys parvula (Illes de l'Egeu Oriental).
- Ophrys passionis Sennen 
  - Ophrys passionis var. garganica (E. Nelson ex O. Danesch & E. Danesch) P. Delforge
- Ophrys perpusilla Devillers-Tersch. & Devillers (Grècia)
- Ophrys persephonae (Illes de l'Egeu Oriental)
- Ophrys pharia Devillers & Devillers-Tersch (Croàcia)
- Ophrys picta - ara sinònim de Ophrys scolopax subsp. picta (Link) Kreutz
- Ophrys pollinensis (Itàlia). Probably a hybrid between O. argolica and O. holosericea
- Ophrys praecox (Còrsega, Sardenya)
- Ophrys promontorii (C. & S. Itàlia).
- Ophrys provincialis
- Ophrys pseudapifera
- Ophrys pseudoatrata S. Hertel & H. Presser (Itàlia)
- Ophrys pseudobertolonii (Medit. Occidental i central) 
  - Ophrys pseudobertolonii ssp. bertoloniiformis (Medit. Occidental i central) geòfita
  - Ophrys pseudobertolonii ssp. pseudobertolonii (Itàlia del nord) geòfita

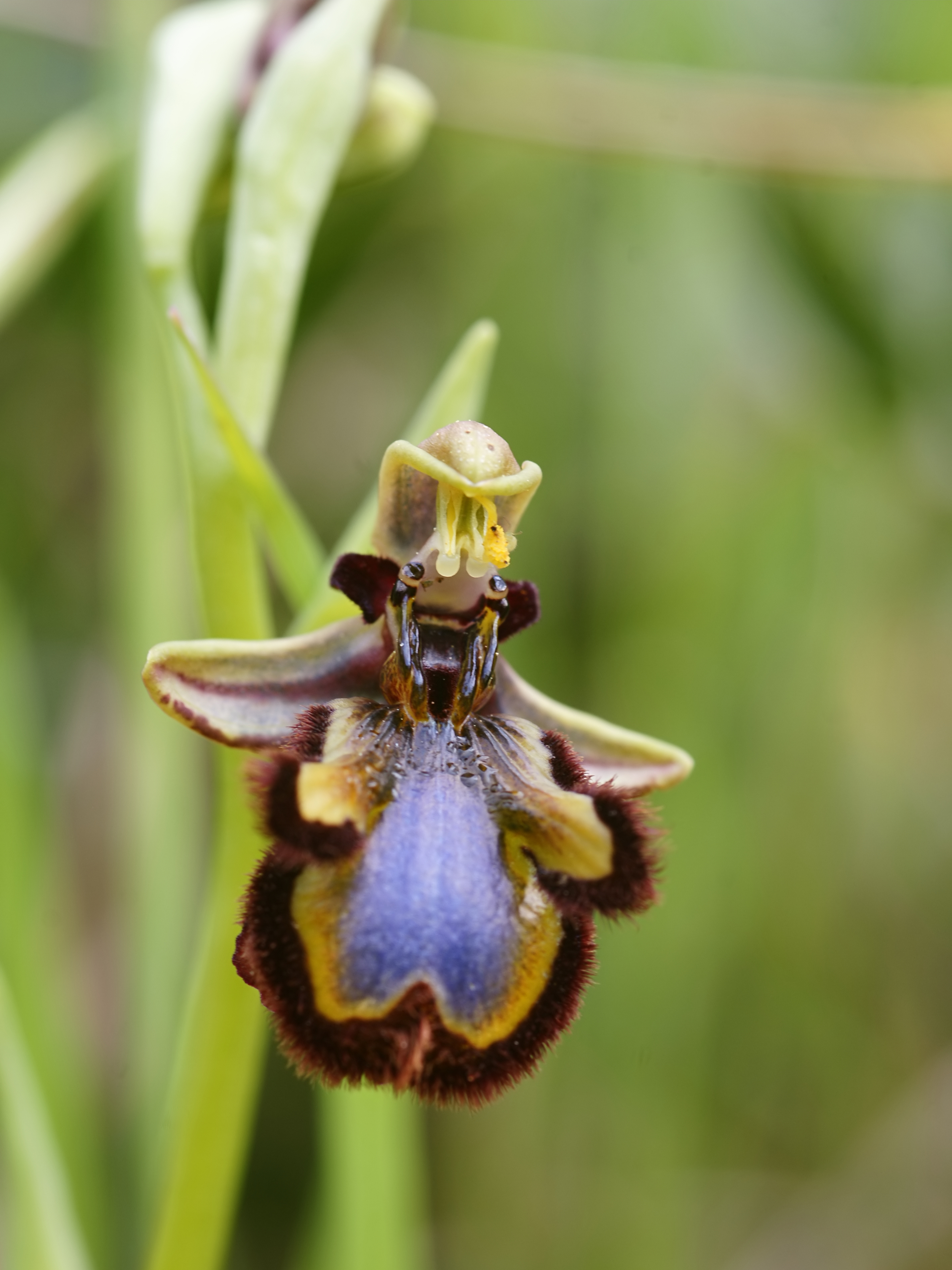
Ophrys speculum

- Ophrys pseudomammosa (Grècia fins a Turquia).
- Ophrys reinholdii (Península dels Balcans fins a l'Iran) 
  - Ophrys reinholdii ssp. reinholdii (Península dels Balcans fins a Turquia) geòfita
  - Ophrys reinholdii ssp. straussii (Turquia fins a l'Iran) geòfita
- Ophrys rhodostephane Devillers & Devillers-Tersch (Croàcia) – ara sinònim de ** Ophrys oestrifera subsp. rhodostephane (Devillers & Devillers-Tersch.) Kreutz 2004
- Ophrys sabulosa Paulus & Gack ex P. Delforge (Sicília)
- Ophrys santonica
- Ophrys schulzei (Turquia i Líban fins a l'ran)
- Ophrys scolopax - abellera becada Cav. (Hongria, Medit. fins al Caucas).
  - Ophrys scolopax ssp. cornuta - abelelra banyuda (Hongria fins a Turquia).
  - Ophrys scolopax ssp. heldreichii (Grècia fins a Turquia, Xipre)
  - Ophrys scolopax subsp. picta (Link) Kreutz
  - Ophrys scolopax ssp. scolopax (Medit. fins al Caucas)
  - Ophrys scolopax subsp. vetula (Risso) Kreutz
- Ophrys sepioides Devillers & Devillers-Tersch (Grècia)
- Ophrys sicula (Medit. oriental)
- Ophrys speculum - abellera de mirall (Medit.)
- Ophrys sphegodes Mill. - abellera negra (Europa occidental fins a Turquia).
  - Ophrys sphegodes ssp. aesculapii (Albania fins a Turquia).
  - Ophrys sphegodes subsp. argensonensis (J.-C.Guérin & A.Merlet) Kreutz
  - Ophrys sphegodes subsp. grammica (B.Willing & E.Willing) Kreutz
  - Ophrys sphegodes subsp. herae (M.Hirth & H.Spaeth) Kreutz

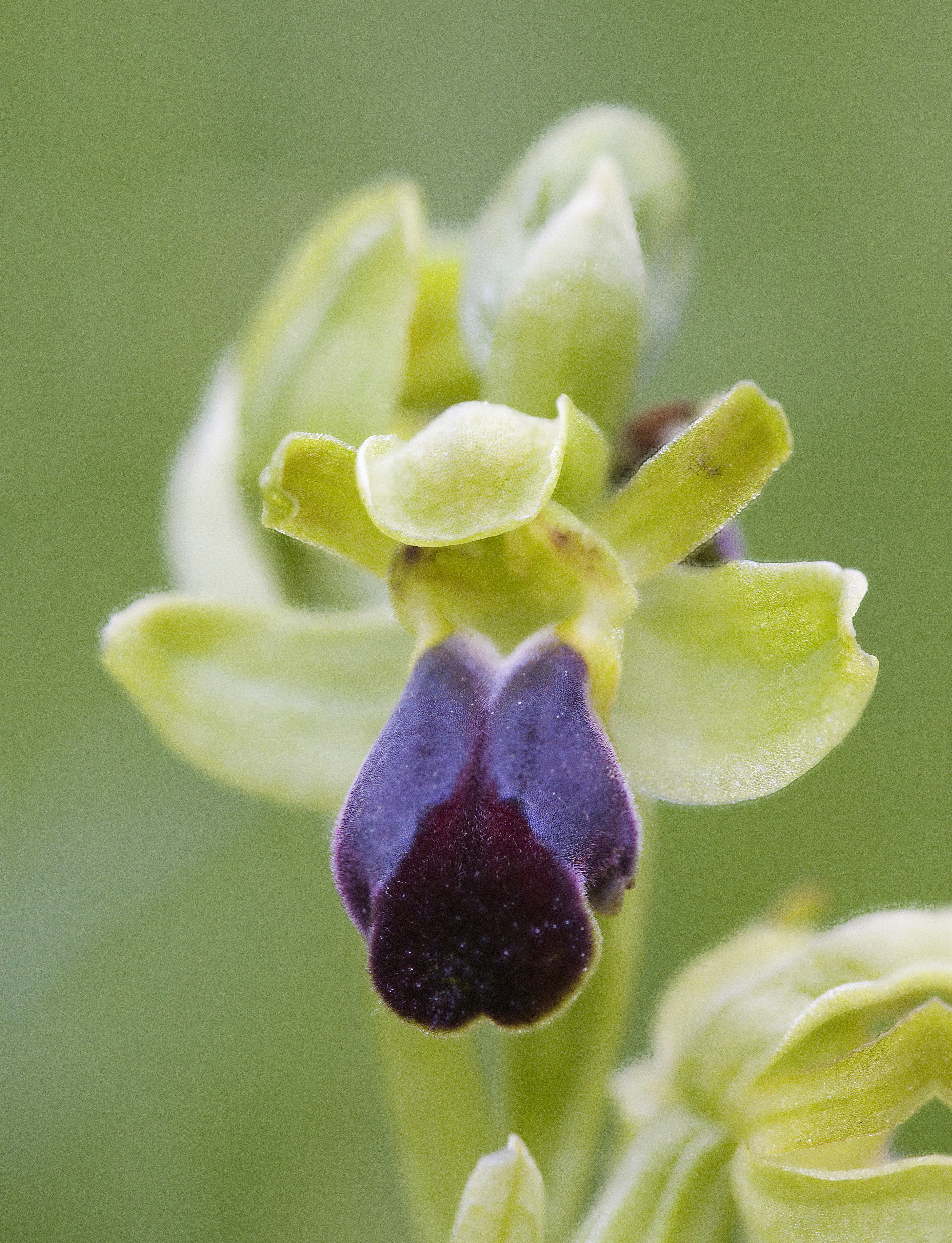
Ophrys sulcata

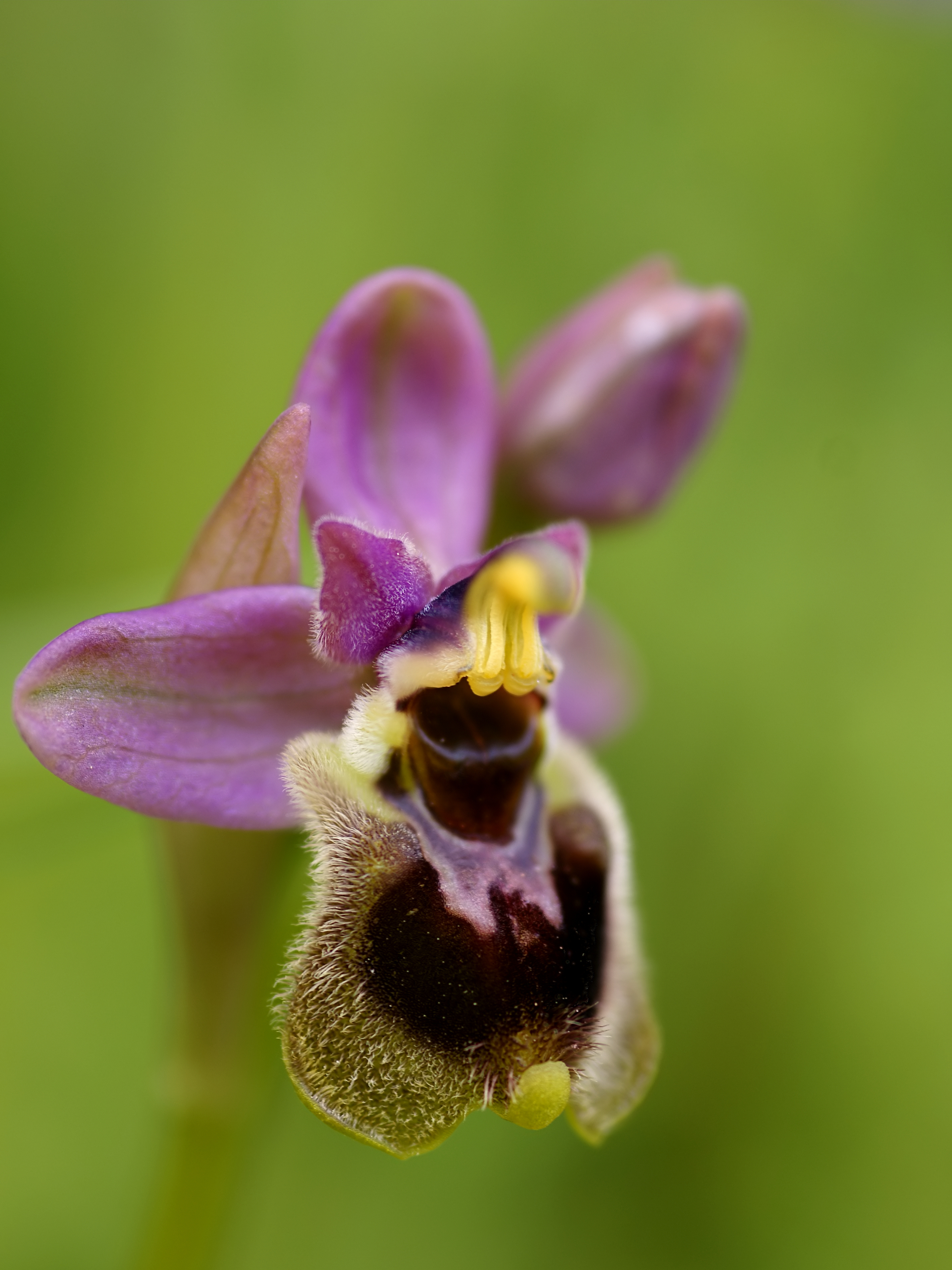
Ophrys tenthredinifera

- - Ophrys sphegodes subsp. massiliensis (Viglione & Véla) Kreutz
  - Ophrys sphegodes ssp. oodicheila
  - Ophrys sphegodes subsp. panormitana (Tod.) Kreutz
  - Ophrys sphegodes ssp. parnassica (Grècia, Creta).
  - Ophrys sphegodes ssp. sphegodes (Europa meridional fins a Crimea).
  - Ophrys sphegodes ssp. sicula
  - Ophrys sphegodes subsp. tarquinia (P.Delforge) Kreutz
  - Ophrys sphegodes subsp. zeusii (M.Hirth) Kreutz,
- Ophrys splendida
- Ophrys spruneri (de Sicília fins a Israel) 
  - Ophrys spruneri ssp. panormitana (Sicília).
  - Ophrys spruneri ssp. spruneri (de Grècia fins a Israel)
- Ophrys straussii H.Fleischm. & Bornm.
  - Ophrys straussii subsp. antiochiana (H.Baumann & Künkele) Kreutz
- Ophrys sulcata
- Ophrys tenthredinifera - abellera vermella Willd. (Medit.) 
  - Ophrys tenthredinifera subsp. aprilia (Devillers & Devillers-Tersch.) Kreutz
  - Ophrys tenthredinifera subsp. grandiflora (Ten.) Kreutz
  - Ophrys tenthredinifera var. guimaraesii (D.Tyteca) Kreutz
- Ophrys transhyrcana Czerniak.
  - Ophrys transhyrcana subsp. morio (Paulus & Kreutz) Kreutz
  - Ophrys transhyrcana subsp. sintenisii (H.Fleischm. & Bornm.) Kreutz
- Ophrys turcomanica (Iran).
- Ophrys umbilicata (del Medit. fins a l'Iran).

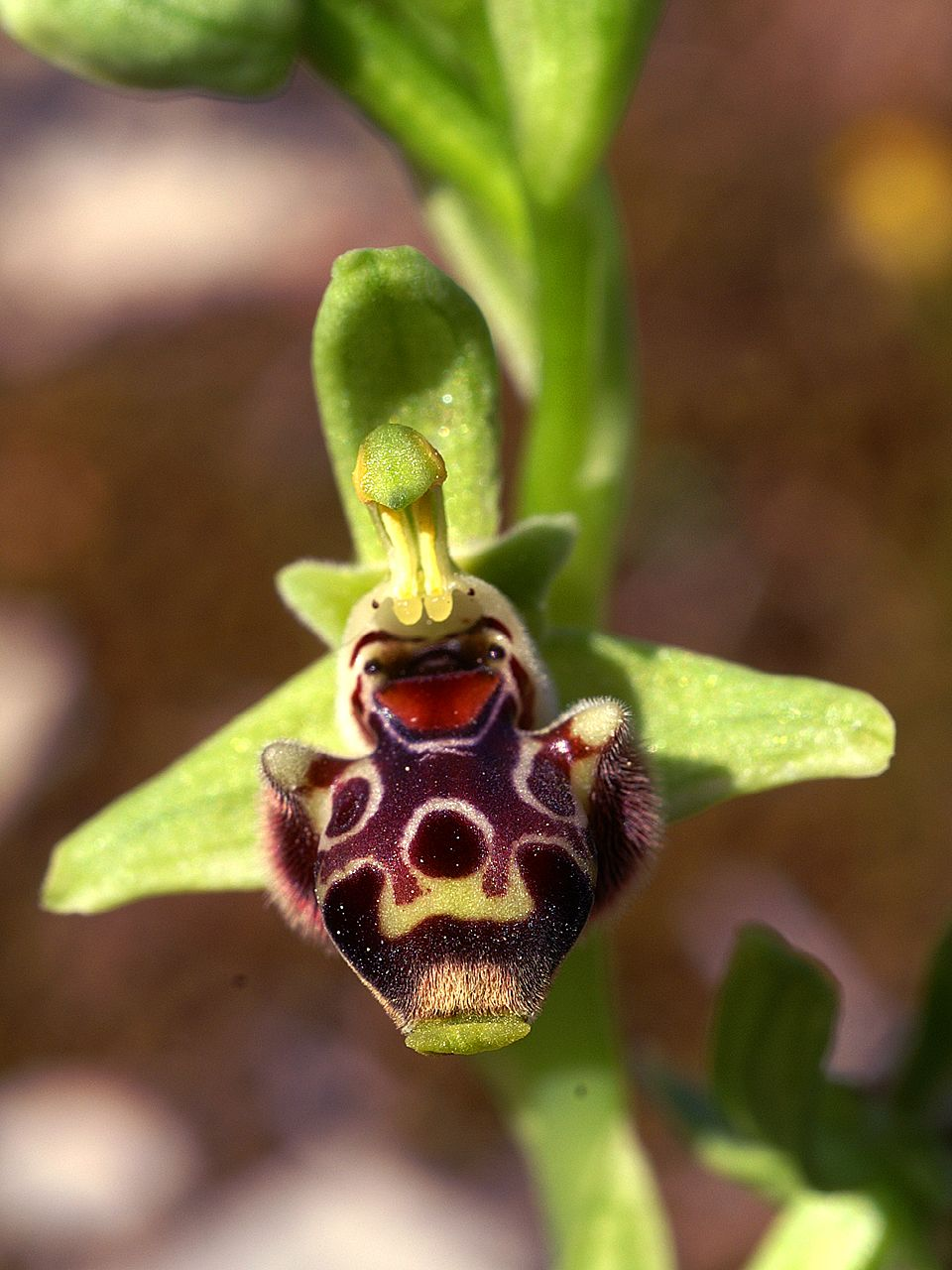
Ophrys umbilicata

- - Ophrys umbilicata ssp. attica (Còrsega fins a l'Iran).
  - Ophrys umbilicata ssp. umbilicata (Medit. oriental fins a l'Iran).
- Ophrys vasconica
- Ophrys vernixia (Medit.) 
  - Ophrys vernixia ssp. ciliata (Medit.)
  - Ophrys vernixia ssp. orientalis (Grècia) - ara sinònim de Ophrys ciliata var. orientalis (Paulus) Kreutz 2004
  - Ophrys vernixia ssp. regis-ferdinandii (Illes de l'Egeu Oriental, Turquia)
  - Ophrys vernixia ssp. vernixia (WC. & S. Portugal, N. Espanya).
- Ophrys virescens Philippe ex Gren
- Ophrys zonata

## Híbrids naturals
- Ophrys × aghemanii (O. scolopax subsp. cornuta × O. turcomanica) (Iran).
- Ophrys × albertiana (O. apifera × O. holosericea) (Europa).
  - Ophrys × albertiana nothosubsp. albertiana (Europa). geòfita
  - Ophrys × albertiana nothosubsp. morellensis (O. apifera × O. holoserica ssp. candica) (Itàlia) geòfita.

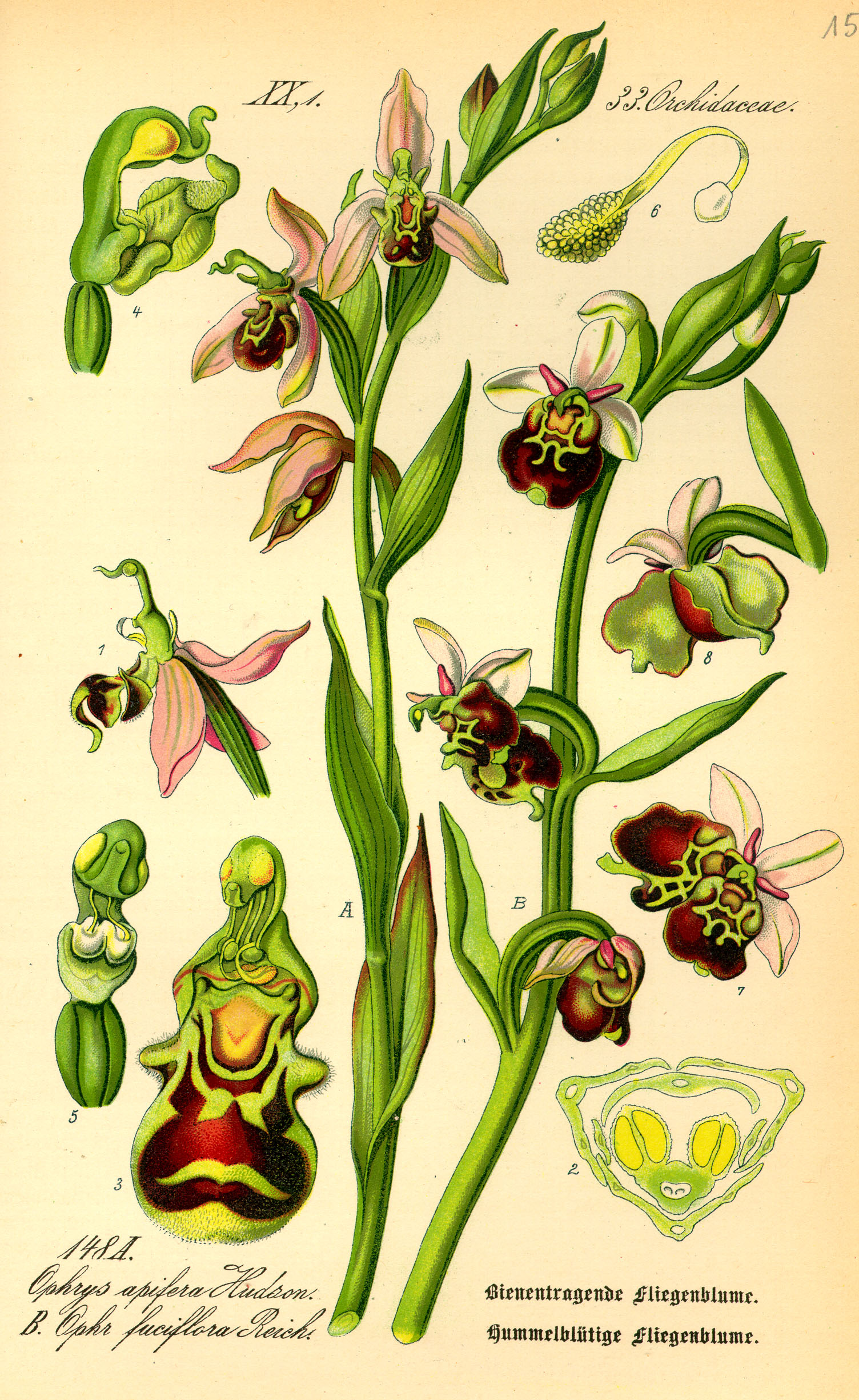
Ophrys apifera (left),
Ophrys holoserica (right)
from Thomé Flora von Deutschland, Österreich und der Schweiz 1885

- Ophrys × alibertiana (O. spruneri × O. tenthredinifera) (Creta).
- Ophrys × ambrosii (O. fusca ssp. minima × O. vasconica) (Europa)
- Ophrys × angelensis (O. incubacea × O. promontorii) (Itàlia).
- Ophrys × anomala (O. maxima × O. scolopax ssp. heldreichii) (Creta)
- Ophrys × apicula (O. insectifera × O. sphegodes ssp. araneola) (Europa).
  - Ophrys × apicula nothosubsp. apicula (Europa). geòfita
  - Ophrys × apicula nothosubsp. fabrei (O. insectifera subsp. aymoninii × O. sphegodes subsp. arenosa) (Europa). geòfita
- Ophrys × argentariensis (O. crabronifera × O. incubacea) (Europa)
- Ophrys × aschersonii (O. holosericea × O. sphegodes) (Europa).
- Ophrys × azurea (O. promontorii × O. pseudobertolonii) (Itàlia).
- Ophrys x barbaricina (. (O.ciliata x O.morisii). (Sardinia)
- Ophrys × barlae (O. bertolonii × O. incubacea) (S. Europa).
- Ophrys × bastianii (O. magniflora × O. scolopax ssp. scolopax) (Europa)
- Ophrys × battandieri (O. fusca × O. lutea) (NW. Africa).
- Ophrys × baumanniana (O. cretica × O. sphegodes) (Creta)
- Ophrys × bayeri (O. fusca × O. omegaifera ssp. fleischmannii) (Xipre).
- Ophrys × benoitiana (O. incubacea × O. sphegodes ssp. lunulata) (Sicília).
- Ophrys × bergonii (O. saratoi × O. scolopax ssp. scolopax) (Europa)
- Ophrys × bernardii (O. aveyronensis × O. scolopax ssp. scolopax) (Europa)
- Ophrys × bilineata (O. bertolonii × O. sphegodes) (Europa)
- Ophrys × bodegomii (O. passionis × O. tenthredinifera) (Espanya).
- Ophrys × borakisiana (O. fusca × O. mammosa) (Illes de l'Egeu Oriental).
- Ophrys × borgersiae (O. reinholdii × O. spruneri) (Grècia).
- Ophrys × boscoquartensis (O. biscutella × O. sphegodes) (Itàlia).
- Ophrys × bourlieri (O. iricolor × O. lutea × O. tenthredinifera). (Àfrica del nord).
- Ophrys × braunblanquetiana (O. fusca × O. incubacea) (Còrsega, Itàlia).
- Ophrys × broeckii (O. arachnitiformis × O. araneola) (Europa)
- Ophrys × burneriana (O. sphegodes ssp. Cretansis × O. spruneri) (Creta)
- Ophrys × campolati (O. promontorii × O. tenthredinifera) (Itàlia.
- Ophrys × camusii (O. exaltata × O. sphegodes) (Itàlia).
- Ophrys × carica (O. ferrum-equinum × O. holosericea) (Turquia.
- Ophrys × carpinensis (O. biscutella × O. scolopax ssp. cornuta) (Itàlia).
- Ophrys × carquierannensis (O. exaltata ssp. arachnitiformis × O. fusca) (França).
- Ophrys × cascalesii (O. sphegodes ssp. araneola × O. passionis) (França).
- Ophrys × chiesesica (O. drumana × O. fuciflora) (Europa)
- Ophrys × chimaera (O. bertolonii × O. sulcata) (Europa)
- Ophrys × chobautii (O. lutea × O. vernixia ssp. ciliata) (SW. Europa).
- Ophrys × circaea (O. apifera × O. bombyliflora) (Itàlia).
- Ophrys × clapensis (O. bombyliflora × O. lutea) (França).
- Ophrys × composita (O. scolopax × O. tenthredinifera) (França)
- Ophrys × corcyrensis (O. ferrum-equinum × O. sphegodes) (Grècia).
- Ophrys × cortesii (O. incubacea × O. araneola) (França)
- Ophrys × cosana (O. bombyliflora × O. incubacea) (França)
- Ophrys × costei (O. aveyronensis × O. passionis) (França)
- Ophrys × couloniana (O. bertolonii × O. promontorii) (Itàlia).
- Ophrys × cranbrookeana (O. exaltata ssp. arachnitiformis × O. scolopax) (França).
- Ophrys × cugniensis (O. bertolonii × O. lutea) (Sicilia).
- Ophrys × daneschianum (O. bertoloniiformis × O. tenthredinifera) (França)
- Ophrys × delphinensis (O. argolica × O. scolopax ssp. cornuta) (S. Grècia).
- Ophrys x denisiana ((O. bertolonii subsp. explanata x O. ciliata subsp. ciliata) (Sicilia)

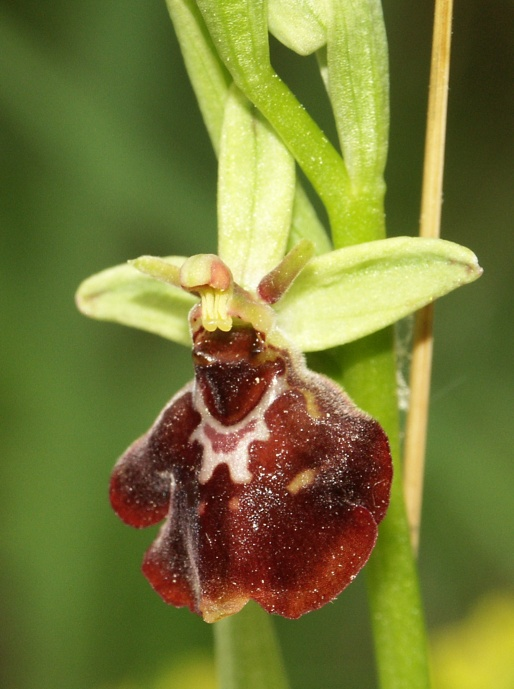
Ophrys x devenensis

- Ophrys × devenensis (O. holosericea × O. insectifera) (Europa).
- Ophrys × diakoptensis (O. delphinensis × O. spruneri) (Grècia).
- Ophrys × domitia (O. bombyliflora × O. lutea ssp. pseudospeculum) (França)
- Ophrys × domus-maria (O. apifera var. ? apifera × O. morisii) (França)
- Ophrys × duvigneaudiana (O. araneola × O. scolopax ssp. scolopax) (França)
- Ophrys × eliasii (O. fusca × O. vernixia ssp. ciliata) (S. Europa).
  - Ophrys × eliasii nothosubsp. conimbricensis (O. fusca × O. vernixia) (Portugal) geòfita
  - Ophrys × eliasii nothosubsp. eliasii (S. Europa). geòfita
- Ophrys × emmae (O. bertolonii × O. vernixia ssp. ciliata) (S. Europa).
- Ophrys × enobarbia (O. bertolonii × O. fuciflora) (França)
- Ophrys × epidavrensis (O. argolica × O. sphegodes ssp. aesculapii) (Grècia).
- Ophrys × estacensis (O. fuciflora × O. splendida) (França)
- Ophrys × ettlingeriana (O. argolica × O. umblicata ssp. attica) (Grècia).
- Ophrys × extorris (O. holosericea × O. insectifera × O. sphegodes) (Austria).
- Ophrys × fabrei (O. araneola × O. aymoninii) (França)
- Ophrys × fayacensis (O. arachnitiformis × O. provincialis) (França)
- Ophrys × feldwegiana (O. ferrum-equinum × O. tenthredinifera) (Grècia).
- Ophrys × fernandii (O. bombyliflora × O. vernixia ssp. ciliata) (França).
- Ophrys × ferruginea (O. fusca × O. holoserica) (Itàlia).
- Ophrys × flahaultii (O. apifera var. ? apifera × O. sphegodes) (França)
- Ophrys × flavicans (O. araneola × O. bertolonii) (França)
- Ophrys × gauthieri (O. fusca ssp. fusca × O. lutea ssp. lutea) (França)
- Ophrys × godferyana (O. arachnitiformis × O. sphegodes) (França)
- Ophrys × grafiana (O. bombyliflora × O. umblicata ssp. attica) (Grècia)
- Ophrys × grampinii (O. sphegodes × O. tenthredinifera) (Itàlia, Sicilia).
- Ophrys × grinincensis (O. provincialis x O. saratoi)
- Ophrys × gumprechtii (O. bertolonii × O. holosericea ssp. parvimaculata) (Itàlia).
  - Ophrys × gumprechtii  nothosubsp. enobarbia (O. bertolonii × O. holosericea) (Itàlia). geòfita
  - Ophrys × gumprechtii nothosubsp. gumprechtii (Itàlia). geòfita

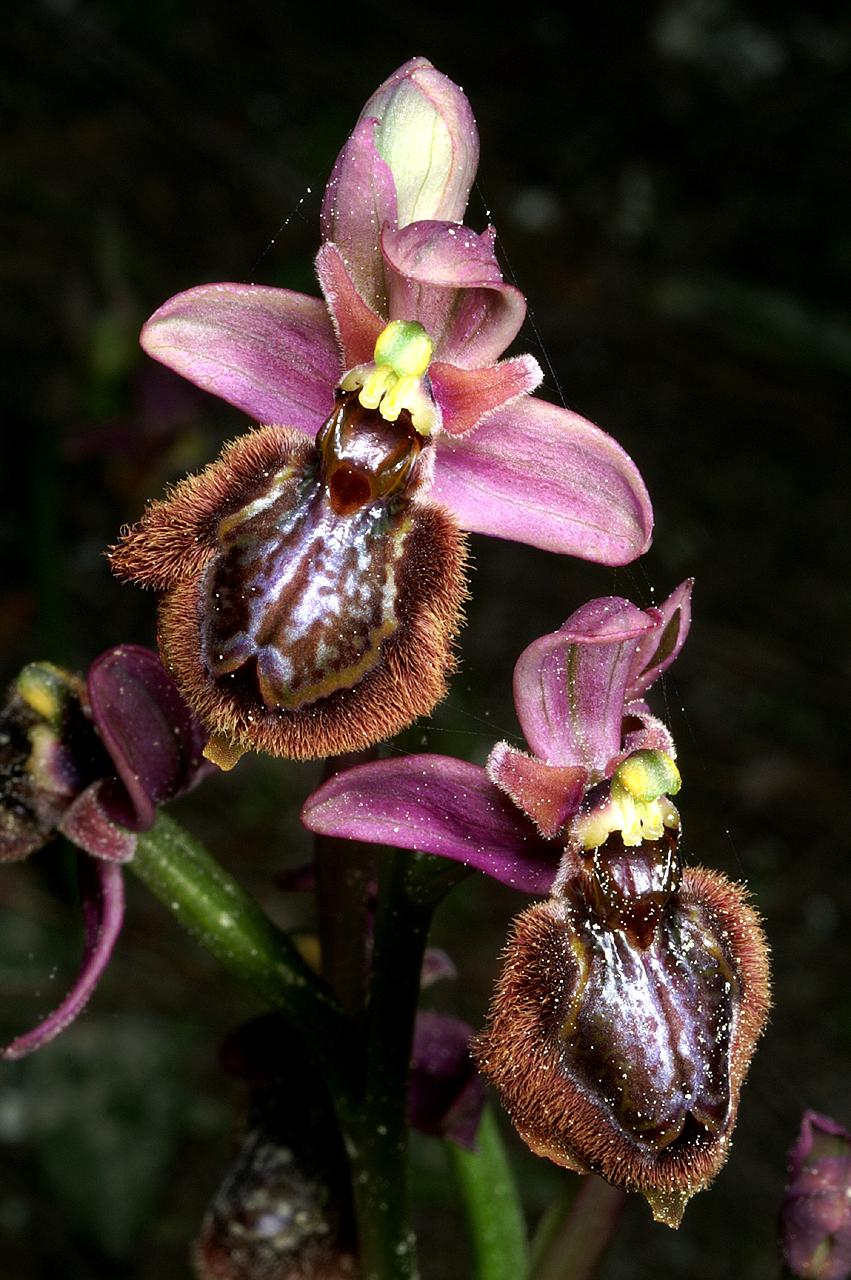
Ophrys × heraultii

- Ophrys × heraultii (O. tenthredinifera × O. vernixia subsp. ciliata) (Baleares).
- Ophrys × hoeppneri (O. bombyliflora × O. sphegodes) (Itàlia).
- Ophrys × hybrida (O. insectifera × O. sphegodes) (França)
- Ophrys × insidiosa (O. aegirtica × O. apifera) (França)
- Ophrys × inzengae (O. bertolonii × O. tenthredinifera) (França)
- Ophrys × jacquetii (O. araneola × O. magniflora) (França)
- Ophrys × jarigei (O. fusca ssp. minima × O. sphegodes)) (França)
- Ophrys × jeanpertii (O. araneola × O. sphegodes) (França)
- Ophrys × joannae (O. atlantica × O. iricolor) (Àfrica del nord).
- Ophrys × kalteiseniana (O. ferrum-equinum × O. reinholdii) (Grècia fins a Turquia).
- Ophrys × kelleri (O. exaltata subsp. arachnitiformis × O. incubacea) (França, Itàlia, Turkmenistan).
- Ophrys × kohlmuellerorum (O. scolopax ssp. scolopax × O. sulcata) (França)
- Ophrys × kreutziana (O. kotschyi × O. mammosa) (Xipre).
- Ophrys × kulpensis (O. phrygia × O. schulzei) (Turquia)
- Ophrys × kurzeorum (O. atlantica × O. omegaifera ssp. dyris) (Espanya).
- Ophrys × laconensis (O. arachniiformis × O. tenthredinifera) (França)
- Ophrys × leguerrierae (O. lutea ssp. ? × O. araneola) (França)
- Ophrys × lievreae (O. iricolor × O. tenthredinifera) (Àfrica del nord).
- Ophrys × lithinensis (O. omegaifera × O. sitiaca) (Creta).
- Ophrys × llenasii (O. incubacea × O. scolopax) (SW. Europa).
- Ophrys × luizetii (O. apifera × O. sphegodes ssp. araneola) (França)
- Ophrys × lumenii (O. bertolonii × O. ciliata) (França)
- Ophrys × lupiae (O. bertolonii × O. incubacea × O. tenthredinifera) (Itàlia).
- Ophrys × lydia (O. mammosa × O. vernixia ssp. regis-ferdinandii) (Grècia i Turquia).
  - Ophrys × lydia nothosubsp. lydia (Turquia). geòfita
  - Ophrys × lydia nothosubsp. magnessa (O. mammosa × O. vernixia ssp. ciliata) (Grècia). geòfita
- Ophrys × lyrata (O. bertolonii × O. incubacea) (França)
- Ophrys × macchiatii (O. sphegodes × O. vernixia ssp. ciliata) (Sardenya).
- Ophrys × maladroxiensis (O. holosericea × O. morisii) (Sardenya).
  - Ophrys × maladroxiensis nothosubsp. daissiorum (O. holosericea ssp. chestermanii × O. morisii) (Sardenya) geòfita
  - Ophrys × maladroxiensis nothosubsp. maladroxiensis (Sardenya) geòfita
- Ophrys × manfredoniae (O. incubacea × O. tenthredinifera) (Itàlia).
- Ophrys × maremmae (O. holosericea subsp. fuciflora × O. tenthredinifera) (Itàlia).
- Ophrys × marmarensis (O. holosericea × O. umbilicata) (Illes de l'Egeu Oriental).
- Ophrys × mastii (O. ferrum-equinum × O. spruneri) (Grècia).
- Ophrys × methonensis (O. argolica × O. tenthredinifera) (Grècia).
- Ophrys × minuticauda (O. apifera × O. scolopax) (França, Sardenya).
  - Ophrys × minuticauda nothosubsp. donorensis (O. apifera × O. scolopax ssp. conradiae) (Sardenya).
  - Ophrys × minuticauda nothosubsp. minuticauda (França)
- Ophrys × mirtiae (O. sicula × O. vernixia ssp. ciliata) (Grècia).
- Ophrys × monachorum (O. exaltata × O. fuciflora) (França)
- Ophrys × montis-angeli (O. biscutella × O. tenthredinifera) (Itàlia)
- Ophrys × montis-leonis (O. arachniformis × O. fuciflora ssp. fuciflora) (França)
- Ophrys × montserratensis (SW. Europa).
  - Ophrys montserratensis nothosubsp. montserratensis (Espanya) geòfita
  - Ophrys montserratensis nothosubsp. neoruppertii (O. bertolonii × O. scolopax) (França). geòfita
- Ophrys × moreana (O. argolica × O. ferrum-equinum) (Grècia).
- Ophrys × morensis (O. incubacea × O. praecox) (Sardenya).
- Ophrys × mulierum (O. mammosa × O. reinholdii) (Grècia).
- Ophrys × nelsonii (O. insectifera × O. scolopax) (França).
- Ophrys × neocamusii (O. arachnitiformis × O. aurelia) (França)
- Ophrys × neorupperti (O. aurelia × O. scolopax ssp. scolopax) (França)
- Ophrys × neowalteri (O. bertolonii × O. sphegodes ssp. araneola) (França).
- Ophrys × obscura (O. fuciflora ssp. fuciflora × O. sphegodes) (França)
- Ophrys × olbiensis (O. bombyliflora × O. scolopax) (França).
- Ophrys × panattensis (O. conradiae × O. morisii) (França)
- Ophrys × pano-lefkaron (O. iricolor × O. mammosa) (Illes de l'Egeu Oriental (Rodas) fins a Xipre).
- Ophrys × pantaliciensis (O. incubacea × O. vernixia subsp. ciliata) (Sicília).
- Ophrys × paphosiana (O. kotschyi × O. umbilicata) (Xipre).
- Ophrys × peloponnesiaca (O. argolica × O. mammosa) (Grècia).
- Ophrys × peltieri (O. scolopax × O. tenthredinifera) (Àfrica del nord).
- Ophrys × personii (O. lutea × O. tentherdiniffera) (Itàlia).
- Ophrys × perspicua (O. holosericea × O. phrygia) (Turquia).
- Ophrys × pesseiae (O. morisii × O. panattensis) (Sardenya).
- Ophrys × philippei (O. scolopax × O. sphegodes) (S. Europa).
- Ophrys × pietzschii (O. apifera × O. insectifera) (Europa).
- Ophrys × piscinica (O. incubacea × O. lutea) (Itàlia).
- Ophrys × plorae (O. cretica × O. spruneri) (Creta).
- Ophrys × poisneliae (O. insectifera ssp. aymoninii × O. pseudobertolonii ssp. catalaunica) (Espanya)
- Ophrys × provecta (O. bilunulata × O. omegaifera subsp. dyris) (Espanya).
- Ophrys × pseudofunerea (O.funerea × O. sphegodes) (França)
- Ophrys × pseudofusca (O. fusca × O. sphegodes) (S. Europa)
- Ophrys × pseudoquadriloba (O. lutea × O. mammosa) (Grècia).
- Ophrys × pseudospruneri (O. mammosa × O. spruneri) (Grècia).
- Ophrys × pugliana (O. holosericea × O. oxyrrhynchos) (Itàlia).

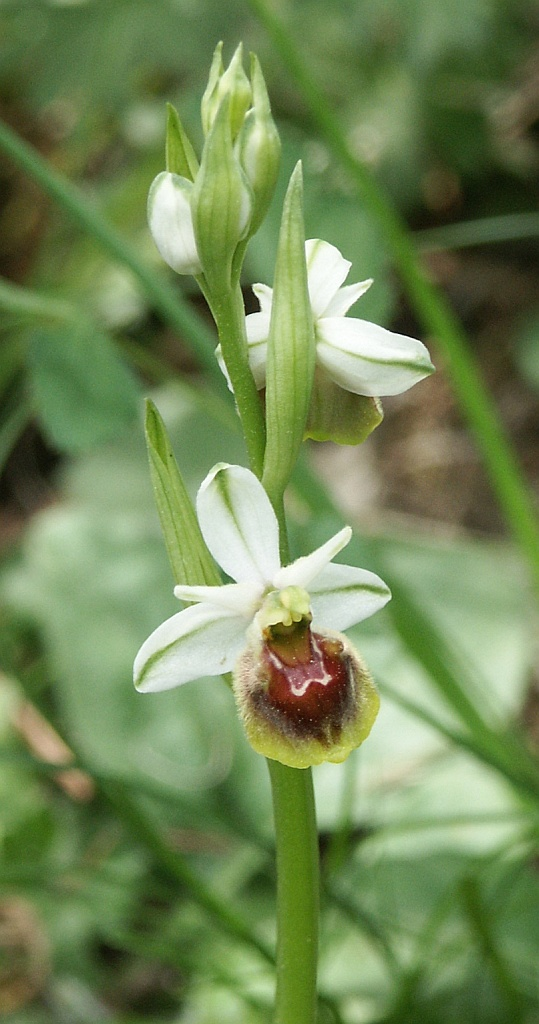
Ophrys × pulchra

- Ophrys × pulchra (Ophrys araneola × Ophrys holoserica) (França, Alemanya)
- Ophrys × quadriloba (O. lutea ssp. lutea × O. sphegodes) (França)
- Ophrys × quintartiana (O. ariadnae × O. ferrum-equinum) (Grècia).
- Ophrys × ragusana (O. bombyliflora × O. exaltata) (França)
- Ophrys × raimbaultii (O. incubacea × O. magniflora) (França)
- Ophrys × rainei (O. bombyliflora × O. incubacea) (S. Europa).
- Ophrys × rasbachii (O. argolica × O. vernixia ssp. ciliata) (Grècia).
- Ophrys × rauschertii (O. apifera × O. insectifera × O. sphegodes) (Europa).
- Ophrys × raynaudii (O. argolica × O. reinholdii) (Grècia).
- Ophrys × rechingeri (O. ferrum-equinum × O. mammosa) (Grècia, Creta).
- Ophrys × regis-minois (O. cretica × O. scolopax ssp. heldreichii) (Creta)
- Ophrys × rovittellii (O. exaltata × O. tenthredinifera) (França)
- Ophrys × royanensis (O. drumana × O. insectifera) (França)
- Ophrys × salvatoris (O. bertolonii × O. biscutella) (Itàlia).
- Ophrys × samuelii (O. drumana × O. scolopax ssp. scolopax) (França)
- Ophrys × sanconoensis (O. exaltata × O. tenthredinifera) (Sicilia).
- Ophrys × sanctae-sofiae (O. iricolor × O. vernixia ssp. ciliata) (Sardenya).
- Ophrys × sancti-leonardi (O. fusca × O. tenthredinifera). (Itàlia).
- Ophrys x scheriana Riech. (O.bombyliflora x O.bremifera)
- Ophrys × semibombyliflora (O. bombyliflora × O. exaltata ssp. arachniformis) (Itàlia).
- Ophrys × simica (O. lucis × O. tenthredinifera) (Illes de l'Egeu Oriental)
- Ophrys × sivana (O. episcopalis × O. holosericea ssp. candica) (de Creta a Turquia).
- Ophrys × soller (O. apifera × O. vernixia ssp. ciliata) (Balears).
- Ophrys × sommieri (O. bombyliflora × O. tenthredinifera) (Medit.)
- Ophrys × sorrentini (O. bertolonii × O. tenthredinifera) (Europa merid.).
- Ophrys × souliei Soca 2005 (Ophrys aveyronensis (J.J. Wood) H. Baumann & Künkele × Ophrys fusca subsp. fusca.).) (França)
- Ophrys × spanui (O. annae × O. tenthredinifera) (França)
- Ophrys × spuria (O. bertolonii × O. fusca) (Europa merid.).
- Ophrys × stefaniae (O. ferrum-equinum × O. iricolor) (Grècia).
- Ophrys × sundermanniana (O. argolica × O. spruneri) (Grècia).
- Ophrys × telchinensis (O. ferrum-equinum × O. lucis) (Illes de l'Egeu oriental).
- Ophrys × terrae-laboris (O. promontorii × O. sphegodes) (Itàlia).
- Ophrys × todaroana (O. incubacea × O. sphegodes ?)) (França)
- Ophrys × torrensis (O. argentaria × O. × pseudoscolopax) (Itàlia).
- Ophrys × triadensis (O. sicula × O. tenthredinifera) (Grècia).
- Ophrys × tuscanica (O. crabronifera × O. tenthredinifera) (Itàlia).
- Ophrys × tytecana (O. aymoninii × O. insectifera) (França)
- Ophrys × varvarae (O. cretica × O. fusca) (Creta)
- Ophrys × vernonensis (O. biscutella × O. promontorii) (Itàlia).
- Ophrys × vespertilio (O. apifera × O. bertolonii) (Itàlia).
- Ophrys × vicina (O. holosericea × O. scolopax) (França, Sardenya).
  - Ophrys × vicina nothosubsp. corriasiana (O. holosericea ssp. chestermanii × O. scolopax ssp. conradiae) (Sardenya) geòfita
  - Ophrys × vicina nothosubsp. vicina (França) geòfita
- Ophrys × viglaensis (O. ferum-equinum var. minor × O. pruneri) (Grècia)
- Ophrys × vogatsica (O. reinholdii × O. sphegodes) (Grècia).
- Ophrys × waldmanniana (O. ferrum-equinum × O. vernixia ssp. ciliata) (Grècia).
- Ophrys × yvonneae (O. holosericea ssp. apulica × O. incubacea) (Itàlia).